# A posta de sol
A posta de sol és una balada en dos actes i en vers, original de Frederic Soler (Serafí Pitarra), amb música de Nicolau Manent, estrenada per primera vegada al teatre de Novetats de Barcelona, la nit del 18 de setembre de 1871.